# Иструть (посёлок)
И́струть — посёлок в Саткинском районе Челябинской области России. Входит в состав Романовского сельского поселения.
Через посёлок протекает одноимённая река. 

## Население
| 2002 | 2010 |
| ---- | ---- |
| 31   | ↘14  |

По данным Всероссийской переписи, в 2010 году численность населения посёлка составляла 14 человек (10 мужчин и 4 женщины).

## Уличная сеть
Уличная сеть посёлка состоит из 3 улиц.